# Ballers
Ballers és una sèrie de televisió nord-americana de comèdia-drama creada per Stephen Levinson. La sèrie es va estrenar a la cadena nord-americana de televisió per cable HBO el 21 de juny de 2015. L'episodi pilot va ser escrit per Levinson i dirigit per Peter Berg. La quarta temporada de la sèrie s'estrenarà el 2018.

## Repartiment i personatges

### Principals
- Dwayne Johnson com Spencer Strasmore, un jugador retirat de la NFL convertit en gerent financer[2]
- Rob Corddry com Joe Krutel, un assessor financer d'Anderson Financial que intenta dur-se a terme[2]
- John David Washington com Ricky Jerret, un jugador de la NFL altament competitiu i espiritual[2]
- Omar Miller com Charles Greane, un afable exjugador de la NFL que busca la seva pròxima carrera[2]
- Donovan W. Carter com Vernon Littlefield, un jugador de la NFL profundament familiar[2]
- Troy Garity com Jason Antolotti, un agent esportiu de primer nivell[2]
- London Brown com Reggie, amic d'infància de Vernon que maneja els seus diners
- Jazmyn Simon com Julie Greane, esposa de l'ex jugador de la NFL, Charles Greane[2]
- Arielle Kebbel com Tracy Legette, un sportscaster per a una estació de televisió local que està íntimament involucrat amb Spencer[3]

### Secundaris
- Dulé Hill com Larry Siefert, el GM per als Dolphins de Miami
- Christopher McDonald com "Boss Man", propietari dels Dallas Cowboys
- Anabelle Acosta com Annabella, núvia de Ricky Jerret[2]
- Taylor Cole, com Stephanie Michaels, periodista de la secundària ESPN que està involucrada romànticament amb Spencer[2]
- LeToya Luckett com Tina, vídua a un dels amics més propers de Spencer[2]
- Ella Thomas com Kara Cooley, la mare d'Alonzo Cooley, i decoradora d'interiors als atletes professionals que també participen amb Ricky[2]
- Antoine Harris com Alonzo Cooley, el company passiu-agressiu de Ricky
- Taylour Paige com Theresa, la germana de Julie
- Sanai L. Johnson com Bey, filla de Theresa
- Richard Schiff com Brett Anderson, a.k.a. "The Old Man", propietari de Anderson Financial Management
- Clifton Collins, Jr. com Maximo Gomez, advocat d'Angela Lee
- Angelina Assereto com Angela Lee, client de Maximo que va estar breument involucrat amb Spencer
- Robert Wisdom com Dennis Jerret, pare estrany de Ricky
- Michael Cudlitz com Dan Balsamo, propietari de Dan's Auto Collision i l'ex Buffalo Bills que va sofrir el fort cop de Spencer
- Christine Allocca com Kerri Balsamo, la dona de Dan
- Carl McDowell com TTD, l'amiga del potro de Ricky
- Carmelo "Q" Oquendo com a jugador de la NFL
- Stephanie Sandri com Herself, esposa de Jarrod Sandri
- Terrell Suggs com ella mateixa
- Jay Glazer com una versió fictícia de si mateix
- Serinda Swan com Chloe Day, una executiva de gestió hotelera intel·ligent[4]
- Andy García com a titan de gestió de diners, Andre Allen, que té mala sang amb Spencer
- Steve Guttenberg com Wayne Hastings Jr.
- Peter Berg com una versió fictícia de si mateix; Entrenador principal dels Dolphins de Miami

## Episodis i temporades[calcitació]
"Ballers" compta amb 3 temporades de 10 episodis, cada una d'ells amb una duració d'uns 30 minuts. La quarta temporada serà estrenada l'estiu del 2018:

### Temporada 1
- 1: Pilot
- 2: Raise up
- 3: Move the chains
- 4: Heads Will Roll
- 5: Machete charge
- 6: Everything is everything
- 7: Ends
- 8: Gasligthing
- 9: Heads on
- 10: Flamingos

### Temporada 2
- 1: Face of the Franchise
- 2: Enter The Temple
- 3: Elidee
- 4: World of Hurt
- 5: Most Guys
- 6: Saturdaze
- 7: Everybody Knows
- 8: Laying in the weeds
- 9: Million Bucks In a Bag
- 10: Game Day

### Temporada 3
- 1: Seeds of Expansion
- 2: Bull Rush
- 3: In the Teeth
- 4: Ride and Die
- 5: Make Believe
- 6: I Hate New York
- 7: Ricky-Leaks
- 8: Alley-Oops
- 9: Crackback
- 10: Yay Arena